# Jasenica (Bosanska Krupa)
Jasenica falu Bosznia-Hercegovinában, a Bosznia-hercegovinai Föderáció Una-Szanai kantonjában, Bosanska Krupa községben.

## Fekvése
Bosznia-Hercegovina északnyugati részén, Bihácstól légvonalban 30, közúton 41 km-re keletre, Bosanska Krupa központjától légvonalban 12, közúton 17 km-re délkeletre fekvő dombos, erdős területen, a Bosanska Krupáról Sanski Mostra menő út mentén fekszik.

## Népessége
| Nemzetiségi csoport | Népesség 1991 | Népesség 2013 |
| ------------------- | ------------- | ------------- |
| Szerb               | 428           | 61            |
| Bosnyák             | 124           | 72            |
| Horvát              | 0             | 0             |
| Jugoszláv           | 19            | 0             |
| Egyéb               | 13            | 4             |
| Összesen            | 584           | 137           |

## Története
Az egykori szerb faluban mára a bosnyákok kerültek többségbe. A falu lakosságának 1971-ben még a 98,93%-a szerb nemzetiségű volt. Míg a szerbek száma idővel jelentősen csökkent, a bosnyákok száma fokozatosan emelkedett. A bosznai háború idején a szerb lakosság többsége elmenekült. 2013-ban a falut már 52,55%-ban bosnyákok és 44,53%-ban szerbek lakták.

## Nevezetességei
Szent Gábriel arkangyal tiszteletére szentelt ortodox temploma. A templomot, ahol a vidék ortodox hívei gyakorolják vallási életüket 2004-ben építették újjá és szentelték fel újra.